# Ófehértói meteorit
Az Ófehértó egy 1900-ban Magyarországon hullott meteorit nemzetközi neve.

## Főbb jellemző adatai
Az Ófehértó meteorit 1900. július 25-én hullott le a Szabolcs megyei Ófehértó község határában.

## A meteorit típusa
Az ásványain végzett kémiai összetétel (Mg/Fe arány) alapján az ófehértói kondritos meteorit az L6 típusba sorolható be. Típusát tekintve tehát rokona a Mócs, Mike és Kisvarsány kondritos meteoritoknak.

## Külső hivatkozások
- Az Ófehértó L6 kondrit ásványos összetételének adatai.
- A magyarországi meteoritok listája.
- Az ófehértói meteoritről a Természettudományi Múzeum adatbáziásban.